# Virginia Wade
Sarah Virginia "Ginny" Wade, född 10 juli 1945, Bournemouth, England, brittisk tennisspelare. Virginia Wade tillhörde den absoluta världstoppen i damtennis under perioden 1967-1980, och anses av många vara den bästa kvinnliga engelska tennisspelaren någonsin. År 1978 rankades hon som världstvåa. Hon upptogs 1989 i International Tennis Hall of Fame.

## Tenniskarriären
Mest känd är Virginia Wade för sin enda singeltitel i Wimbledonmästerskapen, vilken hon vann 1977. Det året firades turneringens hundraårsjubileum. Wade betraktar själv sin seger som kröningen av sin karriär, hon hade ställt upp i turneringen årligen från 1962 och hade genom åren nått kvartsfinalen sex gånger och semifinalen två gånger innan hon slutligen vann. I 1977 års mästerskap besegrade hon i semifinalen den amerikanska spelaren Chris Evert med 6-2, 4-6, 6-1. I finalen ställdes hon mot Betty Stöve (Nederländerna) som hon besegrade med 4-6, 6-3, 6-1. Matchen spelades inför 14 000 entusiastiska åskådare på Wimbledons centrecourt, varefter Virginia Wade kunde mottaga priset ur Drottning Elizabeth II händer under oförlikneligt publikjubel. Wade fortsatte att spela i Wimbledonmästerskapen, sista gången 1987.
Virginia Wade deltog också med framgång i andra Grand Slam-turneringar. År 1968 vann hon US Open efter finalseger över amerikanskan Billie Jean King (6-4, 6-2). År 1972 vann hon finalen i Australiska öppna över Evonne Goolagong Cawley (6-4, 6-4). Hon vann också fyra GS-titlar i dubbel, samtliga tillsammans med Margaret Smith Court. Hon vann dessutom singeltitlar i Italienska öppna 1971 och Stockholm Open 1975.
Hon representerade sitt hemland i 99 matcher (66 segrar) i Federation Cup under 1967-83. Hon deltog också i det brittiska laget i Wightman Cup (1965-85), och tog hem cupen 1978.
Hon blev proffs 1968. Som sådan vann hon 55 titlar.

## Spelaren och personen
Virginia Wade växte upp i Sydafrika dit hennes föräldrar flyttade när hon var ett år gammal. Hon lärde sig spela tennis där, och var redan framgångsrik junior när familjen 1960 flyttade tillbaka till England. Wade var en utpräglad attackspelare med en effektiv serve och en djup, skuren backhand. Med dessa vapen öppnade hon för nätattacker. Framme vid nätet kunde hon utnyttja sin stora räckvidd och vighet till ett elegant och effektivt volleyspel. Hennes spelstil passade särskilt för gräsunderlag. Spelstilen gav henne också vissa problem, hon kunde varva briljanta insatser med grova misstag. Detta gjorde henne något oförutsägbar, särskilt när hon mötte spelare med förmåga att variera sitt spel och störa hennes rytm. Wades spel kunde då rasa samman varvid hon ibland förlorade stort. Särskilt under den tidigare delen av karriären besvärades hon av en uttalad nervositet, särskilt i större tävlingssammanhang.
Vid sidan av sin tenniskarriär läste hon matematik och fysik på universitet. Hon utnämndes av BBC till "Sports Personality of The Year" 1977. Efter karriären har hon verkat som tenniskommentator på BBC.

## Grand Slam-finaler (singel)

### Titlar (3)
| År   | Mästerskap            | Finalmotståndare | Setsiffror    |
| 1968 | US Open               | Billie Jean King | 6-4, 6-2      |
| 1972 | Australiska öppna     | Evonne Goolagong | 6-4, 6-4      |
| 1977 | Wimbledonmästerskapen | Betty Stöve      | 4-6, 6-3, 6-1 |

## Övriga titlar iGrand Slam-turneringar
- Australiska öppna
  - Dubbel - 1973
- Franska öppna
  - Dubbel - 1973
- US Open
  - Dubbel - 1973, 1975